# گاسی دو لول
گاسی دو لول (انگلیسی: Two-Gun Gussie) یک فیلم کمدی صامت کوتاه به کارگردانی آلفرد جی. گلدینگ است که در سال ۱۹۱۸ منتشر شد. هیئت بازبینی فیلم شیکاگو، بخش‌هایی از این فیلم را زمان نمایش سانسور کرد.

## بازیگران
- هارولد لوید
- اسناب پالرد
- ببه دنیلز
- ویلیام بلیسدل
- چارلز استیونسون
- سمی بروکس
- هلن گیلمور
- لو هاروی
- والاس هاو
- فرد سی. نیومیر
- باد جیمیسون
- گاس لئونارد
- جیمز پروت
- دوروثیا والبرت